# シャーロット・タウンゼンド (タウンゼンド子爵夫人)
タウンゼンド子爵夫人、第15代チャートリーのフェラーズ女男爵および第7代コンプトン女男爵シャーロット・タウンゼンド（英語: Charlotte Townshend, Viscountess Townshend, 15th Baroness Ferrers of Chartley and 7th Baroness Compton、旧姓コンプトン（Compton）、1770年9月3日没）は、イギリスの貴族、子爵夫人。

## 生涯
第6代コンプトン男爵ジェームズ・コンプトン（後の第5代ノーサンプトン伯爵）と第14代チャートリーのフェラーズ女男爵エリザベス・シャーリーの娘として生まれた。
1741年3月13日に母が死去すると、チャートリーのフェラーズ女男爵の爵位は停止状態（abeyance）になったが、1749年5月8日に姉ジェーンが死去するとシャーロットが唯一の継承者となったため、停止状態は解消され、シャーロットがチャートリーのフェラーズ女男爵を継承した。
1751年12月19日、ジョージ・タウンゼンド（1764年3月12日にタウンゼンド子爵を継承、1807年9月14日没）と結婚、4男4女をもうけた。
- ジョージ（英語版）（1755年 – 1811年） - 第16代チャートリーのフェラーズ男爵、第8代コンプトン男爵、初代レスター伯爵、第2代タウンゼンド侯爵
- ジョン（英語版）（1757年 – 1833年） - 庶民院議員。子供あり
- フレデリック・パトリック（1767年12月30日 – 1836年1月18日）
- チャールズ・パトリック・トマス（1769年 – 1796年） - 庶民院議員
- シャーロット - 早世
- キャロライン - 早世
- フランシス - 早世
- エリザベス（1811年没） - 1790年5月7日、ウィリアム・ロフタス（英語版）と結婚、子供あり

1754年10月3日に父が死去すると、コンプトン女男爵の爵位を継承した。
1770年9月14日にリークスリップ城で死去、10月1日にレイナムで埋葬された。